# Bahnemīr
Bahnemīr (persiska: بهنمير, بِه نَمير) är en del av en befolkad plats i Iran.   Den ligger i provinsen Mazandaran, i den norra delen av landet, 160 km nordost om huvudstaden Teheran. Antalet invånare är 6 836.
Terrängen runt Bahnemīr är mycket platt. Runt Bahnemīr är det tätbefolkat, med 790 invånare per kvadratkilometer. Närmaste större samhälle är Babol, 14,6 km sydväst om Bahnemīr. Trakten runt Bahnemīr består till största delen av jordbruksmark.